# Togiak (rivière)
Pour les articles homonymes, voir Togiak.
 (septembre 2016).

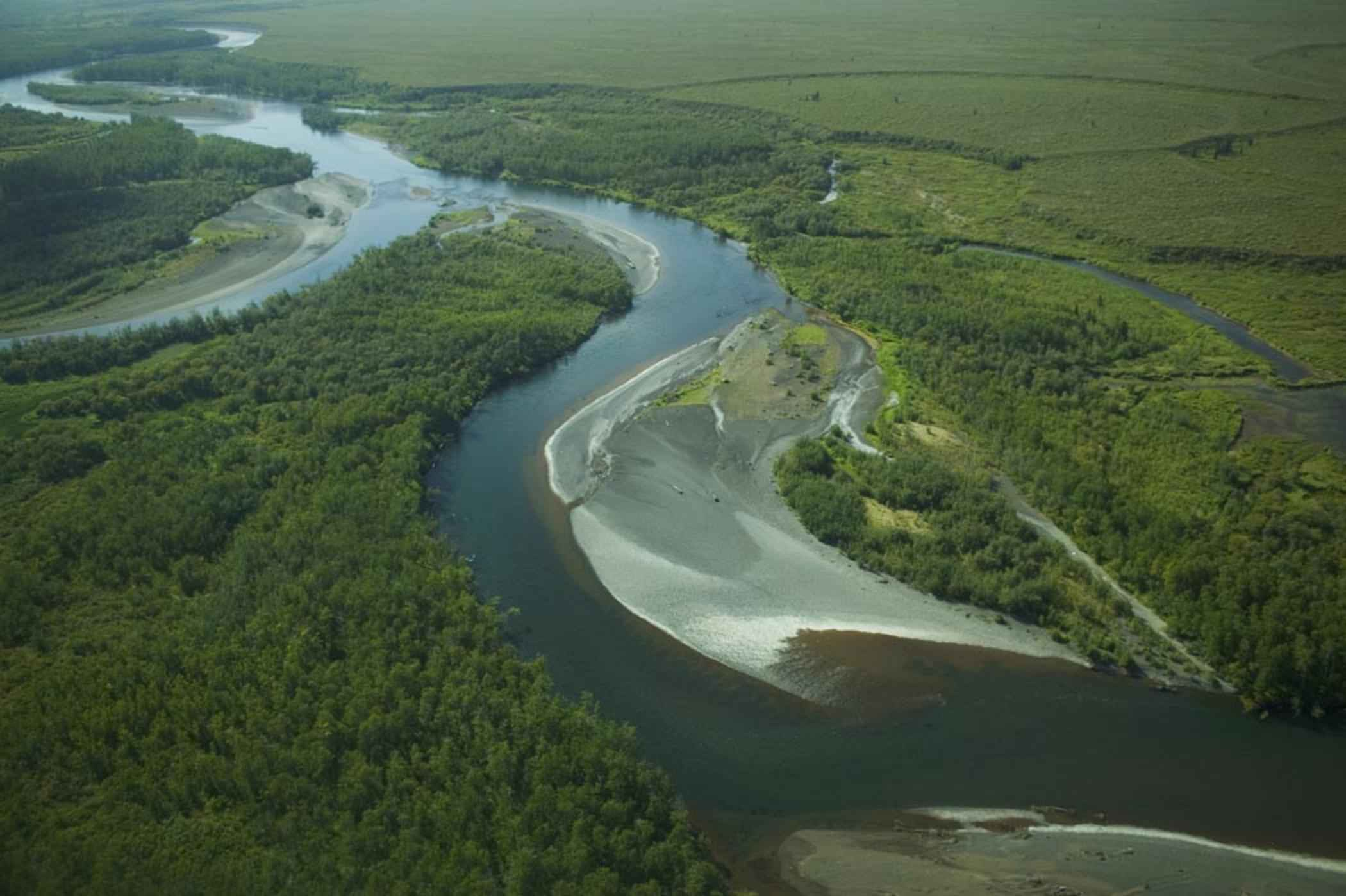
Méandres de la Togiak.

La rivière Togiak est un cours d'eau d'Alaska, aux États-Unis, situé dans la région de recensement de Dillingham.

## Description
Longue de 48 milles (77 km), elle prend sa source dans le lac Togiak, et coule en direction du sud-ouest vers la baie Togiak à 2 milles (3 km) à l'est de Togiak et à 45 milles (72 km) à l'est de Goodnews Bay.
Son nom eskimo R(eka) Tugiyak a été référencé en 1852 par le capitaine Tebenkof.

## Activités
La pêche au saumon est l'activité principale en été. Les poissons représentent à la fois la source d'approvisionnement des conserveries de Togiak et le moyen de subsistance des habitants autochtones.
On y trouve aussi des truites. De plus, les abords de la rivière sont particulièrement pittoresques et attirent de nombreux touristes venus observer la faune : ours bruns, caribous, élans, aigles et castors.